# 이화명나방

이화명나방은 명나방과에 속하며 학명은 Chilo suppressalis이다. 이화명충이라고도 불리는 벼의 주요 해충이다. 날개길이 22-34mm이다. 앞날개는 황회백색이고 바깥 가장자리에 일곱 개의 검은 점이 있으며, 뒷날개는 흰색이다.
유충은 볏짚이나 벼 그루터기에서 월동하며 연 2회 발생한다. 겨울을 지낸 유충은 나방이 되어 탈출하여 나오기 쉬운 곳에 탈출할 구멍을 만들어 놓고 번데기가 된다. 번데기 기간은 10-14일이고, 5월부터 1화기 성충이 출현하여 6월에 가장 많이 나온다. 성충의 수명은 4-7일, 알을 낳는 기간은 3일이다. 2화기 성충이 가장 많이 나오는 시기는 8월로 성충의 수명은 평균 6일이고 알 기간은 3일이다.
1화기는 잎에 산란된 알이 부화하여 유충이 무리를 지어 살다가 실을 토하면서 다른 포기로 분산되며 초기에는 잎을 가해하다가 잎집 속으로 파고들어가 약간 자라면 줄기 속으로 먹어 들어간다. 이렇게 되면 잎이 마르고 이삭이 나오지 않는가 하면 심할 경우에는 벼포기가 쓰러지는 경우도 있다. 유충은 벼뿐만 아니라 피·갈대·줄풀 등에도 피해를 입힌다.